# 베트365
벳365(bet365 Group Ltd)는 영국의 도박 회사이다. 2000년에 설립되었으며 본사는 스토크온트렌트에 있다. 전 세계 약 200여 개 국가에서 1,900만 명 이상이 방문하고 있으며 약 3,000명에 달하는 직원이 근무하고 있다. 이러한 온라인 스포츠 베팅 사이트를 대한민국에서는 토토사이트라 명칭한다

## 역사
2016년 4월, 이 회사는 지역 회사 Britannia Building Society를 대체하면서 다음 6시즌 동안 구장의 새로운 타이틀 스폰서가 되었다. 2016년 여름, Bet365는 불가리아의 루도고레츠 라즈그라드, 슬라비아 소피아와 두 시즌 동안 저지 스폰서 계약을 맺었다. 2018년, 스페인 리그 몇몇 팀들과 스폰서 계약을 맺었다. 2022년 2월, Bet365는 Ultimate Fighting Championship과의 파트너십을 갱신했다. 이 스폰서십은 영국과 아일랜드의 UFC의 독점적인 "공식 베팅 파트너"로 만들었다. 2019년 여름, 영국의 최대 북메이커이자 온라인 카지노 운영사인 William Hill, GVC Holdings, Flutter Entertainment, Stars Group 및 Bet365가 도박 중독 퇴치를 위한 자금 이전을 위한 협약을 맺었다. 그들은 향후 5년간 총수입의 0.1%에서 1%로 금액을 늘리기로 합의했다.
2021년 9월 30일, Bet365는 Sky Sports Boxing과 함께 'BOXXER' 복싱의 공식 파트너로 발표되었다. 또한 베팅 플랫폼이 모든 디지털 콘텐츠와 통합된다는 것을 의미하는 Bet365가 회사의 공식 오즈 파트너로 발표되었다.